# Hymenocladiaceae
Hymenocladiaceae, porodica crvenih algi, dio reda Rhodymeniales. Sastoji se od četiri roda sa 17 priznatih vrsta.

## Rodovi i broj vrsta
1. Asteromenia Huisman & A.J.K.Millar 7
2. Erythrymenia F.Schmitz ex Mazza 1
3. Hymenocladia J.Agardh 8
4. Perbella Filloramo & G.W.Saunders 1